# 北海道釧路東高等学校
北海道釧路東高等学校（ほっかいどうくしろひがしこうとうがっこう、Hokkaido Kushiro Higashi High School）は、北海道釧路郡釧路町にある公立（道立）の高等学校。男女共学ではあるが、開校時から女子の割合が多い学校として知られており、東高の通称で呼ばれている。ただ、開校45周年を迎えた2023年度入学生は、初めて男子が女子を上回った。

## 沿革
- 1978年4月1日 - 開校

## 交通アクセス
- JR釧路駅からくしろバス「東高校前」停留所下車徒歩1分
- JR東釧路駅下車徒歩25分

## 部活動

### 運動部
- 硬式野球部
- 男子バスケットボール部
- 女子バスケットボール部
- 女子バレーボール部
- 羽球部
- サッカー部
- 硬式テニス部
- ソフトテニス部
- 卓球部
- ハンドボール部
- アイスホッケー部
- 弓道部
- 陸上競技部

### 文化部
- 自然科学部
- 写真部
- 書道部
- 吹奏楽部
- 美術部
- 家庭部
- 茶道部

### 外局
- 図書局
- 放送局

## 出身著名人
- 桜木紫乃（小説家、詩人）
- 小林良行（お笑い芸人・ランパンプス）
- 髙浪凌（ミュージシャン・ジュウ）
- ニロ（ミュージシャン・アンと私）